# Robert Bevan

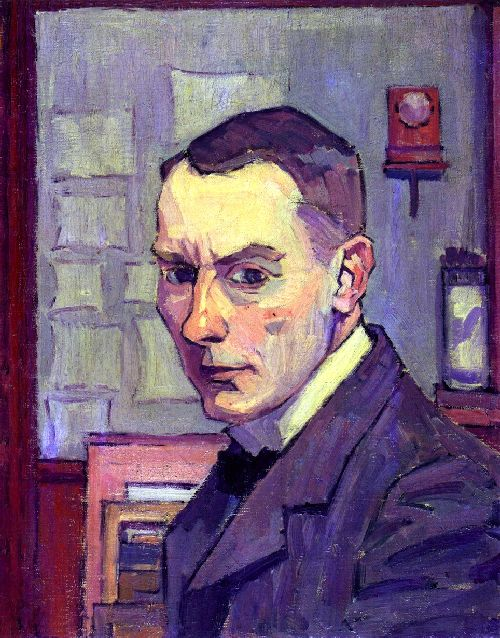
Robert Bevan, zelfportret, 1914

Robert Polhill Bevan (Hove, 5 augustus 1865 - Londen, 8 juli 1925) was een Brits kunstschilder en tekenaar. Hij was lid van de Camden Town Group en wordt tot het impressionisme gerekend.

## Leven
Bevan werd geboren in een familie van quakers. Hij studeerde aan de Westminster School of Art te Londen en vervolgens aan de Académie Julian te Parijs, waar hij kennismaakte met Paul Sérusier, Pierre Bonnard, Edouard Vuillard en Maurice Denis. In 1890 reisde hij met zijn vriend en studiegenoot Eric Forbes-Robertson voor het eerst naar Bretagne, waar hij verbleef in Pont-Aven. In het jaar daarna maakte hij een studiereis naar Spanje en Marokko, om in 1893 opnieuw terug te keren naar de School van Pont-Aven. Zijn werk in deze periode werd beïnvloed door Vincent van Gogh, Paul Gauguin en Pierre-Auguste Renoir. Aanvankelijk maakte hij vooral naam als schilder van paarden.
In 1894 keerde Bevan terug naar Engeland en ging wonen in Exmoor, waar hij schilderen combineerde met jagen. Hij huwde in 1897 de Poolse kunstschilderes Stanisława de Karłowska en woonde tot 1900 met haar in Polen. Daarna keerde hij terug naar Londen, Swiss Cottage. In de zomers bleef hij echter tot 1905 naar Polen reizen, waar hij veel kleurige schilderijen kon maken in een stijl die doet denken aan het fauvisme. Ook zijn invloeden te bespeuren van het pointillisme.
In 1911 sloot Bevan zich aan bij Walter Sickerts Camden Town Group, samen met onder anderen Harold Gilman en Spencer Gore. De Camden Town Group vormde het centrum van het impressionisme in Engeland. Later ging ze over in de avant-gardistische London Group. Vanaf 1915 had Bevan een studio in Cumberland Market te Londen, waar hij de Cumberland Market Group oprichtte, samen met Harold Gilman, Charles Ginner en John Nash. Bevan schilderde vooral veel landschappen, stadsgezichten, maar ook nog steeds paarden. Hij maakte ook veel litho's.
In 1922 werd Bevan lid van de New English Art Club. Hij overleed in 1925 aan maagkanker, 59 jaar oud.
Werk van Bevan is onder andere te zien in het Ashmolean Museum te Oxford en Tate Gallery te Londen.

## Galerij

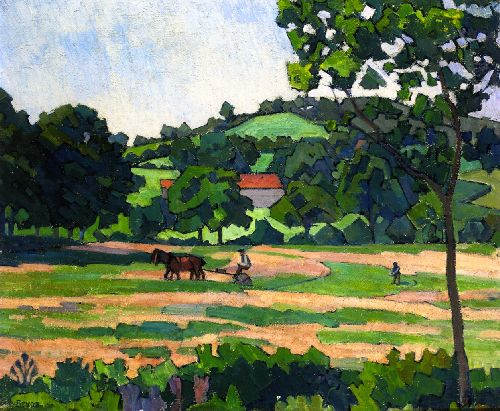
The Hay Harvest
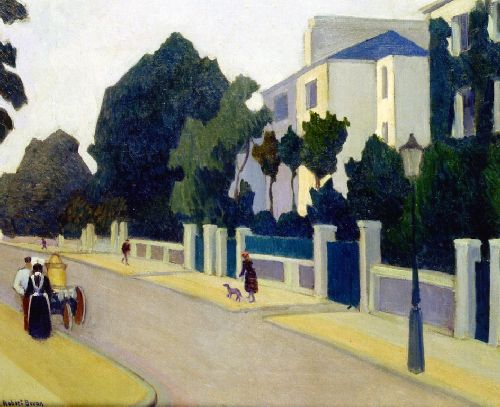
Queen's Road
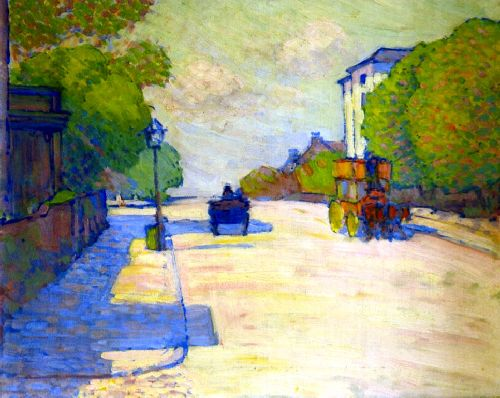
Adelaide Road in Sunlight
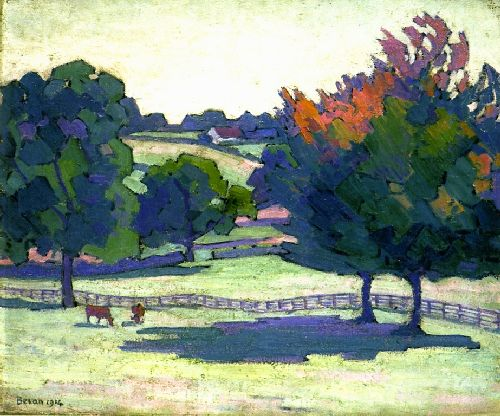
Maples at Cuckfield
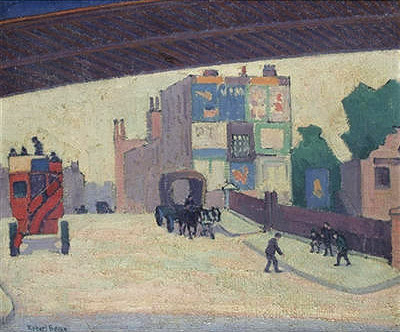
Two Bridges
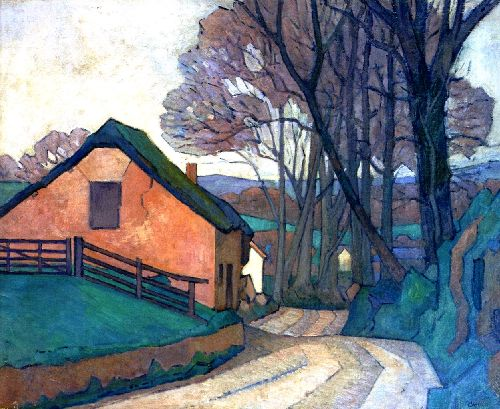
Near Hemyock
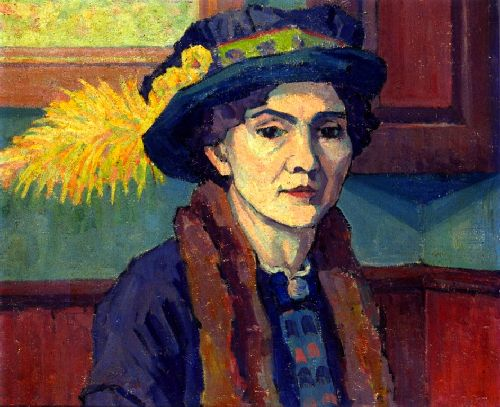
The Feathered Hat
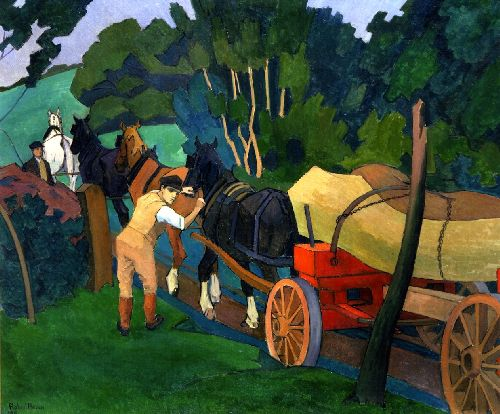
Timber Hauling
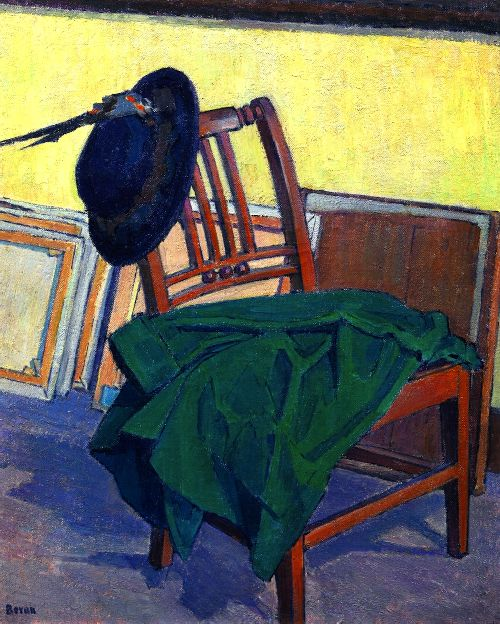
The Green Coat
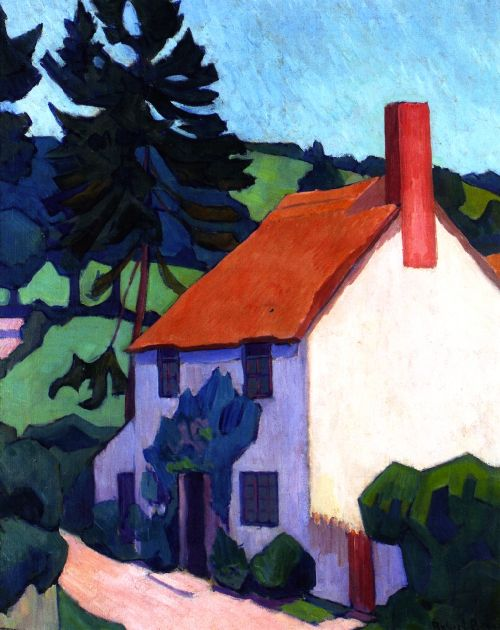
Devon Cottage